# Rapallská smlouva (1922)

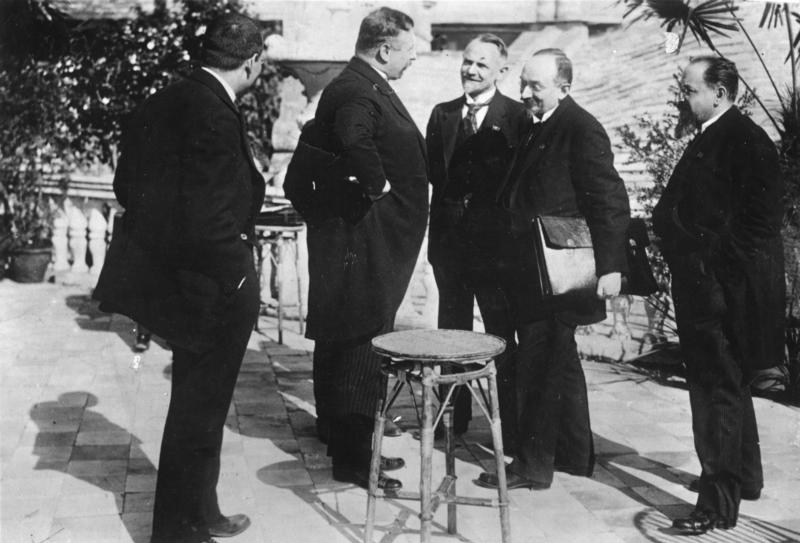
Říšský kancléř Joseph Wirth, sovětský velvyslanec ve Velké Británii Leonid Borisovič Krasin,
lidový komisař zahraničních věcí Georgij Vasiljevič Čičerin, sovětský vyslanec v Německu Adolf Abramovič Joffe v dubnu 1922 v Rapallu

Rapallská smlouva byla podepsána 16. dubna 1922 v Rapallu (Itálie). Šlo o smlouvu mezi Německem a Sovětským Ruskem (Ruskou sovětskou federativní socialistickou republikou). Byly tím obnoveny diplomatické styky mezi oběma zeměmi, které se zřekly navzájem náhrady válečných škod a přiznaly si doložku nejvyšších výhod. Byla to první mezinárodní smlouva, uzavřená Ruskem po Říjnové revoluci. Rusko se tím tedy dostalo z diplomatické izolace.

## Situace před konferencí
Německo a Rusko se po 1. světové válce dostaly do mezinárodní izolace. Oba státy měly dluhy a ostatní země s nimi nechtěly obchodovat, dokud tyto dluhy nebudou uhrazeny. Rusko mělo dluhy předválečné, válečné a byla po něm požadována náhrada za zahraniční majetek, který byl zkonfiskován během říjnové revoluce. Na Pařížské mírové konferenci v roce 1919 bylo Německo označeno za hlavního viníka rozpoutání války a byly po něm požadovány tvrdé reparace. Evropa se po válce těžce zotavovala a nezaměstnanost a inflace se zvyšovaly. Začaly se množit hlasy, že zapojením obou zemí do mezinárodního obchodu by se mohla ekonomická situace zlepšit. Začátkem ledna 1922 bylo v Cannes, kde se konalo zasedání Nejvyšší spojenecké rady Dohody (Trojdohody), rozhodnuto, že se uskuteční hospodářská a finanční konference, na kterou bude pozváno i Německo a Rusko.
Do čela ruské delegace byl původně jmenován Lenin, ale kvůli bezpečnostním důvodům byl nahrazen lidovým komisařem zahraničí Georgijem Čičerinem. Ruskou taktikou pro konferenci bylo nabízet jednotlivým zemím výhodnější podmínky než všem zemím dohromady a tak vnést mezi významné účastníky konference rozkol. Zatímco jednání s Velkou Británií, Francií a Itálií se jevilo jako obtížné, větší šance na úspěch se daly očekávat při jednání s Německem. Navíc s Německem už, byť omezený, obchod probíhal. Například v létě 1920 si Rusko objednalo v Německu lokomotivy a materiál pro stavbu železnic.
Proto také cesta ruské delegace na konferenci vedla přes Berlín, kde byla 1. dubna 1922 přijata říšským kancléřem Josephem Wirthem a ministrem zahraničí Waltherem Rathenauem. Při jednání se bylo Německo ochotno zříci úhrady ztrát vzniklých při bolševické revoluci pokud Rusko tyto ztráty neuhradí ani jiným zemím. Dále bylo Německo ochotno slíbit, že bez souhlasu Ruska na konferenci žádnou dohodu nepodepíše. Rusové však požadovali, aby se Německo zřeklo i úhrady válečných ztrát, na což Němci nebyli ochotni přistoupit, a proto k žádné dohodě nedošlo.

## Janovská konference
Konference v Janově byla zahájena 10. dubna 1922 za účasti 29 zemí. Delegáti, kterých bylo více než 2000, zasedali v paláci San Giorgo. První den proběhly zahajovací projevy a druhý den se jednání přeneslo do komisí a subkomisí.
Zatímco oficiální jednání vázla, v kuloárech panoval čilý ruch. Mezi sídly jednotlivých delegací se pohybovalo množství poslů. Výjimkou nebyla ani sídla ruské delegace a ani sídlo britského premiéra Lloyda George ve vile Albertis v Janově. 24. dubna se jednání s Rusy kromě Britů zúčastnili také Francouzi, Italové a Belgičané. Předmětem jednání byla snaha přimět Rusko, aby uznalo dluhy předcházejících vlád. Rusové naproti tomu požadovali náhradu ztrát, které způsobila intervence a blokáda. K žádné dohodě však nedošlo.
Německo, které se kuloárových rozhovorů zatím neúčastnilo, začalo mít obavy ze vzniku dohody, která by pro ně byla nepříznivá. 15. dubna se proto sešel Ago von Maltzan s Čičerinovým náměstkem Adolfem Joffem. Dohodli se, že obě strany jsou ochotny podepsat spolu vzájemnou smlouvu bez ohledu na výsledek konference. V noci na 16. dubna oznámili Rusové Němcům, že jsou ochotni navázat na berlínské rozhovory.
16. dubna v 11 hodin přijela německá delegace do hotelu Palazzo Imperiale v lázeňském středisku Rapallo, kde měla sídlo ruská delegace. Týž den večer podepsali Rathenau s Čičerinem smlouvu ve dvou rovnomocných jazykových verzích. Smlouva měla necelé dvě stránky a obsahovala tyto body:
- Dochází k obnovení sovětsko-německých diplomatických a konzulárních styků.
- Obě strany se vzdávají náhrad za škody způsobené během války.
- Ve vzájemných obchodních a hospodářských stycích mají být uplatňovány zásady nejvyšších výhod.

Po uzavření této smlouvy se na Janovské konferenci nepodařilo už nic významnějšího dohodnout a konference bez úspěchu skončila. Pro Německo byla tato smlouva první rovnoprávnou mezinárodní smlouvou po 1. světové válce a pro Rusko znamenala proražení hospodářské i politické blokády po revoluci.

## Další sbližování Ruska a Německa
Zatímco v Rusku byla smlouva přijata jako jednoznačný diplomatický úspěch, v Německu se našla celá řada kritiků. Ministr zahraničí Rathenau byl dokonce 24. června 1922 zabit při atentátu. Přesto spolupráce mezi oběma zeměmi pokračovala. Ve vojenské oblasti jim umožňovala obcházet Versailleskou smlouvu. Rusové získali moderní technologie a těžké zbraně a Němci mohli v Rusku cvičit svoje letectvo. Obě země měly dokonce společná vojenská zařízení:
- Tankovou školu v Kazani
- Cvičiště pro součinnost dělostřeleckých a leteckých sil ve Voroněži
- Leteckou školu v Lipecku.

V říjnu 1925 byla v Berlíně podepsána německo–ruská hospodářská smlouva o spolupráci v železniční a námořní dopravě, o daních, o ochraně průmyslového vlastnictví a navíc o úvěru pro Sovětský svaz ve výši 106 miliónů marek na financování sovětských zakázek v Německu.
V dubnu 1926 byla podepsána další smlouva o přátelství a neutralitě mezi SSSR a Německem, ve které se obě strany zavázaly zachovat neutralitu v případě útoku třetí země. Navíc SSSR obdržel další úvěr tentokrát na 300 miliónů marek.
Taktéž mělo Německo v letech 1939–1940 (jako důsledek paktu Ribbentrop-Molotov) k dispozici ponorkovou základnu Zapadnaja Lica na poloostrově Kola.